# Lukcsics Pál
Lukcsics Pál (Kerta, 1892. május 20. - Budapest, 1936. november 16.) történetíró, tanár.

## Élete
Lukcsics József (1875-1937) kanonok öccse.
A veszprémi piarista gimnáziumban érettségizett 1911-ben. Tanárai közül később is kapcsolatban maradt Perényi Józseffel, akinek irodalomtörténeti kutatásait budapesti könyvtárakban végzett adatgyűjtéssel segítette egyetemista korában. A budapesti egyetemen megkezdett tanulmányait az első világháború miatt félbe kellett szakítania. 1914-ben a veszprémi 31. gyalogezredbe vonult be, majd az újonnan alakított 307. honvéd gyalogezrednél szolgált. Részt vett a rarencei és a toporuci ütközetekben, Kirlibabánál (orosz front) súlyosan megsebesült.
Az Eötvös Kollégium tagjaként 1918-ban magyar-latin szakos tanári oklevelet szerzett, majd doktorált és az Eötvös Kollégium tanára lett. 1926-tól a római magyar történeti intézetben dolgozott.

## Művei
- Schwartner Márton élete és tudományos jelentősége. Veszprém: (kiadó nélkül). 1914.
- A vásárhelyi apácák története. Veszprém: (kiadó nélkül). 1923.  = Közlemények Veszprém vármegye múltjából,  1.
- Az esztergomi főkáptalan a mohácsi vész idején.  Esztergom Évlapjai,   (1927)   69–105. o.
- A bolognai állami levéltára.  Levéltári Közlemények,   (1927)   210–214. o.
- A gróf Zichy-család zsélyi nemzetségi levéltára.  Levéltári Közlemények,   (1929)   193–230. o.
- A veszprémi székeskáptalan levéltára.  Levéltári Közlemények,   (1930)   151–181. o.
- XV. századi pápák oklevelei, I: V. Márton pápa (1417-1431). Budapest: Magyar Tudományos Akadémia. 1931.  = Olaszországi magyar oklevéltár,  1.
- XV. századi pápák oklevelei, II: IV. Jenő pápa és V. Miklós pápa. Budapest: Magyar Tudományos Akadémia. 1938.  = Olaszországi magyar oklevéltár,  2[!].
- A gróf Zichy család zsélyi nemzetségi levéltára.  Levéltári Közlemények,   (1931)   193–230. o.
- A gróf zichy és vásonkeői gr. Zichy-család idősebb ágának okmánytára. Budapest: (kiadó nélkül). 1931.
- Pfeiffer János: A veszprémi püspöki vár a katolikus restauráció korában. Veszprém: (kiadó nélkül). 1933.  = A veszprémi egyházmegye múltjából sorozatszám=1,